# 花脸山裸鼻雀
，是雀形目唐纳雀科的一种鸟类，属于单型的花脸山裸鼻雀属（学名：Tephrophilus）。
花脸山裸鼻雀体重约62.5克，翼长约99.2毫米，喙宽度约6.8毫米，喙厚度约8毫米，嘴峰长约20.4毫米，跗蹠长约34.2毫米，尾长约89.5毫米。
花脸山裸鼻雀是留鸟，栖息在森林，它们是植食性动物，主要以植物的果实为食。它们分布在哥伦比亚西南部的安第斯山脉至秘鲁西北部。